# Emma Jane Gay
Emma Jane Gay (1830-1919) (còn gọi là E. Jane Gay) là một phụ nữ người Mỹ đã cống hiến cuộc đời mình cho cải cách xã hội và nhiếp ảnh. Bà đã trở nên nổi tiếng với bức ảnh Nez Perce. Bức ảnh bà chụp trong chuyến thám hiểm liên bang do nhà dân tộc học và nhân loại học Alice Cunningham Fletcher dẫn đầu.

## Thuở nhỏ
Emma Jane Gay sinh năm 1830 tại Nashua, New Hampshire bởi Ziba Gay (1796-1864) và Mary (Kennedy) Gay (1798-1873). Bà đã được nhận vào học tại Học viện Nữ Brooklyn ở New York, nơi cô lần đầu tiên kết bạn với Alice Cunningham Fletcher.:114 Tại Học viện Nữ Brooklyn bà được giáo dục về khoa học, tôn giáo, và công việc nội trợ.

## Nghề nghiệp
Công việc đầu tiên của Gay là một giáo viên. Năm 1856, cô đi cùng người bạn Catherin Melville đến Macon, Georgia để mở một trường học cho các nữ sinh. Trường đóng cửa năm 1860, khiến Melville và Gay chuyển đến Washington, D.C. để phục vụ như là quản trị viên cho một trường học cho trẻ em khiếm thính.
Từ 1861 đến 1865, Gay làm y tá với Dorothea Dix trong cuộc nội chiến. Sau chiến tranh, Gay làm trợ lý cho các cháu của Tổng thống Andrew Johnson, sau đó làm việc như một thư ký trong một văn phòng thư chết. Khi công việc này kết thúc vào năm 1883, Gay đã có một khoảng thời gian ngắn thất nghiệp.
Năm 1888, Gay nối lại tình bạn với Alice Cunningham Fletcher. Vào năm 1889, Bộ Nội vụ Hoa Kỳ đã chỉ định Fletcher làm đặc vụ để điều hành một cuộc thám hiểm tới Nebraska và Idaho với ý định phân chia các vùng đất bộ lạc giữa Winnebagos và Nez Perce như là một phần của Đạo luật Dawes Kilty năm 1887.
Gay đã đi cùng Fletcher trong cuộc hành trình này với tư cách là một đầu bếp, giúp việc và thư ký.:111-150 Gay đã thất bại trong việc nhận được giấy phép của chính phủ liên bang để làm nhiếp ảnh gia thám hiểm "chính thức", nhưng trong cuộc thám hiểm, cô tiếp quản 400 bức ảnh của Nez Perce. Vào năm 1909, cô làm việc với cô cháu gái của mình để xuất bản các bức thư được viết trong cuộc thám hiểm đó, cùng với một nửa số bức ảnh, trong cuốn sách gồm hai tập có tiêu đề Choup-nit-ki: With the Nez Percés.

## Nhiếp ảnh
Ảnh của Gay về bộ tộc Nez Perce chỉ nhận được đánh giá cao trong thời gian gần đây. Trên bề nổi, ảnh đen trắng của bà đã vẽ nên diện mạo đã được "khai hóa" của người Nez Perce trong y phục Tây phương, làm việc trong các nông trang, sống trong những buồn ngủ chật hẹp và tham gia lao động chân tay. Chủ đề đời sống gia đình, nội trợ được thể hiện chủ đạo trên những bức ảnh này. Trên bề mặt, những bức ảnh này cho thấy "thành công" của chương trình trưng dụng đất của chính phủ. Tuy nhiên, các học giả đương đại đã lưu ý các biểu hiện của chủ nghĩa dân tộc, chủ nghĩa thực dân và chủ nghĩa phân biệt chủng tộc trong tác phẩm của Gay.

## Cuộc sống cá nhân
Gay chưa lập gia đình và cũng không có con, nhưng có quan hệ gần gũi với cháu gái của mình tên Emma Jane Gay. Sau cuộc viễn chinh của phương Tây, cô đã chia tay với Fletcher, Gay chuyển đến Washington, D.C. để sống với cháu gái của cô và đi du lịch đến châu Âu cùng nhau, nơi họ xuất bản Choup-nit-ki: With the Nez Percés ở Anh. Gay quyết định ở lại Somerset, Anh, nơi cô sống với người bạn yêu quý của cô, tiến sĩ Caroline Sturge. Sau Thế chiến thứ nhất, Sturge đã sử dụng một số tiền tích góp của mình để có một ngôi nhà được xây dựng ở Idaho nơi cô và Gay có thể sống trong những năm cuối cùng; Gay đã chết trong ngôi nhà này, được gọi là "Kamiah", năm 1919.
Trong nhiều văn bản, Gay được gọi là "người bạn đồng hành" của Fletcher, sống trong "mối quan hệ gia đình" hoặc "hôn nhân đồng tính" với cô ấy.:111-150 Trên thực tế, cô chưa bao giờ kết hôn với một người đàn ông và có mối quan hệ mật thiết với những người phụ nữ khác trong suốt cuộc đời cô - đã khiến các học giả tin rằng cô là một người đồng tính nữ.:111-150  Do thực tế này, các nhà sử học nghệ thuật xác định Gay là nhiếp ảnh gia người Mỹ đồng tính đầu tiên của Mỹ.